# فولودر (بوسانسكا كروبا)
فولودر (بالسيريلية Володер) هي قرية في البوسنة والهرسك. وهي تقع في بلدية بوزانسكا كروبا التابعة لكانتون يونا-سانا في اتحاد البوسنة والهرسك. طبقا لنتائج تعداد البوسنة عام 2013 فقد كان عدد سكانها 1,217 نسمة.

## التركيبة السكانية

### التطور التاريخي للسكان
| 1961 | 1971 | 1981 | 1991 | 2013 |
| ---- | ---- | ---- | ---- | ---- |
| 774  | 882  | 1334 | 1060 | 1217 |

## وصلات خارجية
- (بالإنجليزية) Maplandia